# Glanzruß

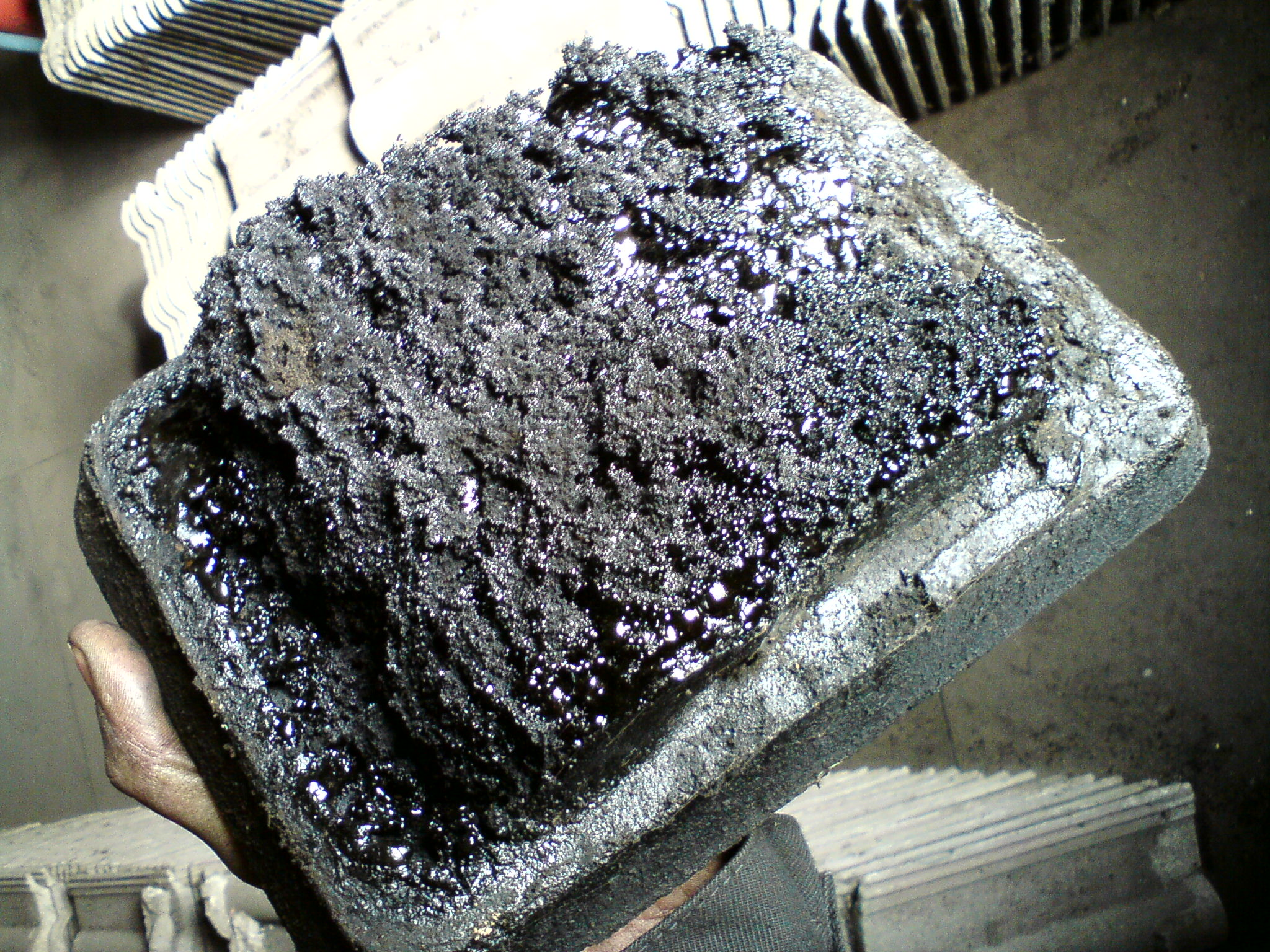
Flockige Rußablagerung an einer Reinigungsklappe

Glanzruß oder Hartruß entsteht bei einer unvollständigen Verbrennung, insbesondere von Festbrennstoffen wie Holz. Dieser Ruß lagert sich ab und kann zum Schornsteinbrand führen.
In der Malerei wird Glanzruß zur Herstellung von Bister verwendet, einer Form von Tinte.
Vom Glanzruß zu unterscheiden ist der Staub- oder „Flockenruß“, der bei der Verwendung von trockenem Brennstoff ebenfalls entsteht und sich ablagert, jedoch leicht (zum Beispiel vom Schornsteinfeger) entfernt werden kann.

## Entstehung
Ursachen der unvollständigen Verbrennung können ein zu hoher Feuchtigkeitsgehalt des Brennstoffes sein, beispielsweise Holz mit mehr als 20 % Restfeuchte, weiterhin ein Defekt der Feuerungsstätte, beispielsweise ein Fehler in der Rücklaufanhebung (sofern vorhanden), sowie eine zu geringe Verbrennungsluftzufuhr oder auch Ascheablagerungen im und vor dem Ofenrohr. Auch ein für die Feuerstätte zu großer Querschnitt des Schornsteins kann zu unvollständiger Verbrennung führen. Bei niedrigen Verbrennungstemperaturen kann „Schmierruß“ im Schornstein kondensieren und sich später bei höheren Abgastemperaturen in Glanzruß umwandeln.

## Folgen
Bei einer Holzheizung (z. B. Pelletheizung) kann durch die Ablagerung von Glanzruß in den Zügen des Wärmeübertragers der Wirkungsgrad der Anlage stark beeinträchtigt werden.
Werden Rauchgase vor Einleitung in den Schornstein zu wenig abgekühlt (bei Abbrand einer zu großen Menge Brennguts nach Überfüllung des Ofens und geringem Luftüberschuss und/oder bei zu heißem Rücklaufwasser) kann sich im Rauchfang abgelagerter Ruß entzünden (Schornsteinbrand). Dabei können Temperaturen bis zu 1000 °C entstehen. Ein Schornsteinbrand darf nicht mit Wasser gelöscht werden, da das plötzliche Abkühlen mit Löschwasser thermische Spannungen verursacht, wodurch der Schornstein bersten kann. Da ein Liter Wasser schlagartig zu 1700 Liter Wasserdampf umgewandelt würde, kann der Schornstein schwer beschädigt werden und schlimmstenfalls explodieren.

## Entfernung
In früheren Zeiten wurden die belaubten Zweige der Stechpalmen an einem Seil befestigt und zur Reinigung des Schornsteins verwendet.
Da abgelagerter Hartruß nicht durch herkömmliche Kaminreinigung entfernt werden kann, geschieht dies durch gezieltes Inbrandsetzen des Rußbelages unter Aufsicht der Feuerwehr oder des Schornsteinfegers. Dabei werden besondere Vorsichtsmaßnahmen getroffen, die zum Beispiel verhindern, dass Mobiliar, Holzbalken und anderes gefährdetes Material in Brand gerät oder die aus dem Kamin lodernden Flammen auf benachbarte Gebäude übergreifen. Wichtig ist dabei die Schaffung einer Möglichkeit, den Brand zu unterbinden, etwa durch Unterbrechung der Luftzufuhr bzw. Pulverlöschmittel.
Der Glanzruß kann durch die hohen Verbrennungstemperaturen auf ein Mehrfaches seines Volumens im Kaltzustand aufquellen und den Schornstein und damit den Abgasweg verstopfen.
Einem verstopften Abgasweg begegnet das Aufsichtspersonal mit mechanischer Durchbrechung der Verstopfung (eine Stahlkugel mit oder ohne Schornsteinbesen wird abgelassen und wieder hochgezogen, während der Glanzruß brennt).
Eine weitere Möglichkeit, um den Glanzruß auf mechanischem Wege zu entfernen, besteht mit einem Kettenausschlaggerät. Diese Arbeit geht wesentlich schneller als den Schornstein auszubrennen. Auch nimmt der Schornstein bei dieser Methode in der Regel keinen Schaden. Hart- und Glanzruß im Schornstein kann mit einer Biegewelle effektiv entfernt werden. Die Biegewelle wird durch eine Bohrmaschine angetrieben. Durch die Rotation spreizen sich die Ketten des Kettenkopfes und schlagen den Ruß ab. Dabei kann zwischen Rechts- und Linkslauf gewechselt werden, was die Reinigungswirkung erhöht.